# Paul Fleming
Paul Fleming (Hartenstein, 5 ottobre 1609 – Amburgo, 2 aprile 1640) è stato un poeta e medico tedesco.
Ebbe una vita avventurosa, che spesso narrò nei suoi componimenti scritti in latino e tedesco. Fu uno dei più grandi esponenti del barocco e legato in particolar modo a Adam Olearius e a Martin Opitz.

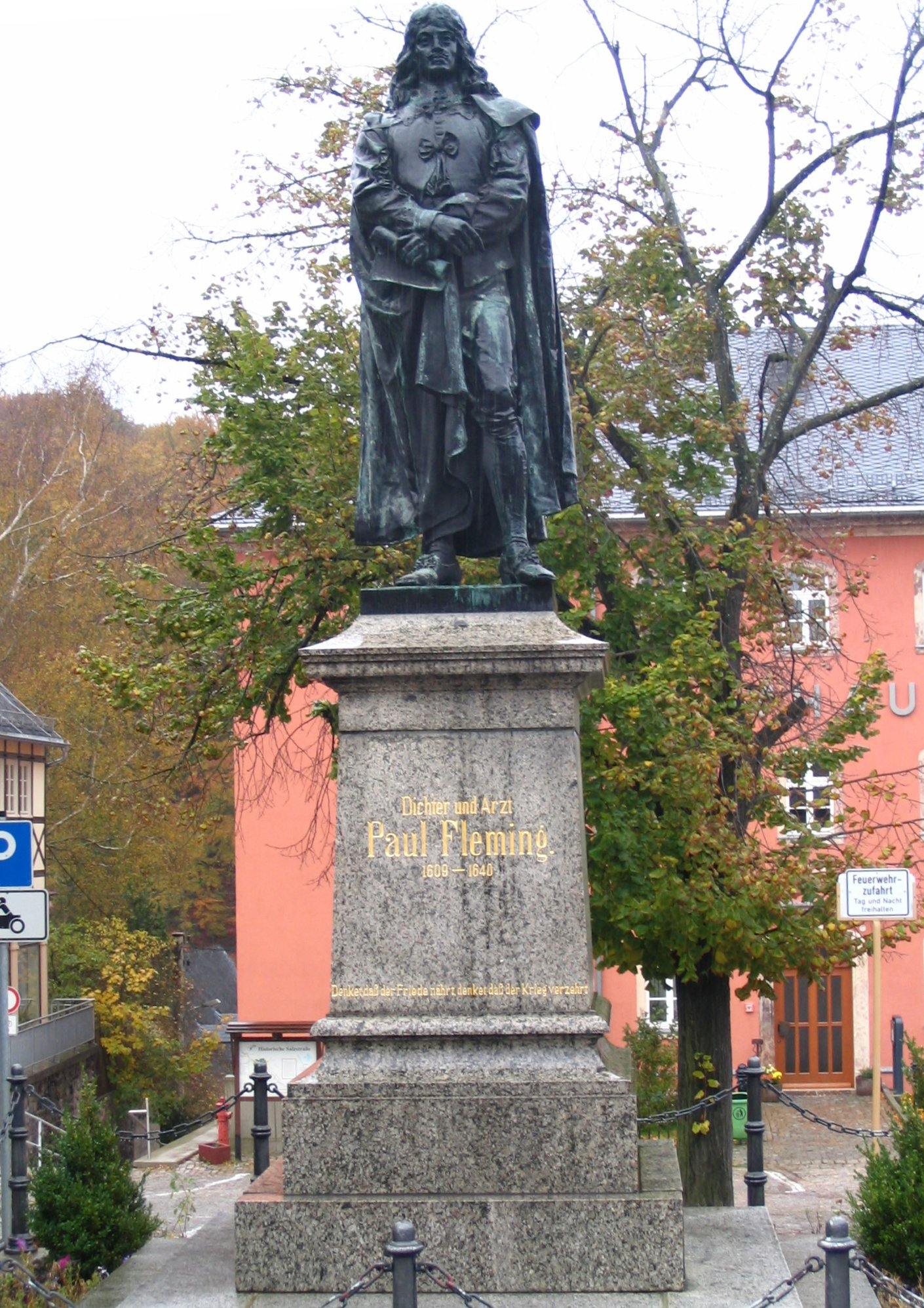
statua eretta a Fleming a Hartenstein

## Biografia
Paul, figlio di Abraham Fleming, pastore luterano di Hartenstein (in Sassonia, nei monti Metalliferi), si trasferisce a Lipsia già quattordicenne. A ventitré anni si iscrive all’università di medicina. Con i compagni universitari si dedica anche all’arte di poetare e alla composizione di canzoni da ballo, sotto l’influsso di autori italianeggianti come Johann Hermann Schein. È in questo periodo che inizia ad imitare lo stile di Opitz e a impegnarsi con sempre maggiore intensità scrivendo poesie occasionali, elegie funebri, epigrammi, epitalami per amici e personalità di spicco della vita culturale e politica della regione, dimostrando tra l’altro di padroneggiare egregiamente anche la lingua latina: in questo senso, oltre a seguire l’esempio di Catullo e Properzio, un suo modello sembrerebbe essere Plauto, almeno per quel che concerne il lessico erotico. Le uniche raccolte che Fleming pubblica in vita sono «Rubella seu Suaviorum Liber» (1631) e «Klagegedichte über das unschuldigste Leiden und Tod unsers Erlösers Jesu Christi» (Lamentazioni sulla sofferenza innocentissima e sulla morte del nostro Salvatore Gesù Cristo). In particolare meritano un’analisi approfondita le poesie latine dedicate a Rubella, donna oggi sconosciuta, probabilmente morta a causa della peste che nell’ottobre del ’30 devasta Lipsia. All’interno dei versi del poeta, il nome di Rubella non scompare mai del tutto: ad esempio, in un sonetto più tardo, Paul chiede perdono all’amata defunta, in quanto in sua vece nomina ormai un’altra donna, Salvie. Fleming rispetta la tradizione della donna inavvicinabile, il cui vero nome deve essere celato con un gioco di emblemi ed allusioni.
Nel 1633 Lipsia subisce uno dei tanti violenti saccheggi che caratterizzano la guerra dei trent’anni. In città scoppiano tra l’altro nuovi casi di peste. Fleming abbandona per sempre Lipsia e accetta di raggiungere l’amico Adam Olearius a Reval (attuale Tallinn), con cui ha in programma di partecipare a una missione diplomatica per conto del duca Federico III di Holstein-Gottorp, il quale aspira alla creazione di una via della seta passando dalla Russia per arrivare fino alle Indie orientali. A Reval, prima della partenza, Paul è insignito della laurea di poeta cesareo.
Il viaggio verso oriente non è privo di accoglienze ufficiali e ricevimenti sfarzosi, che rinvigoriscono l’autoconsapevolezza del poeta esiliato, ma è costellato di momenti difficili come naufragi, linciaggi e un rientro inaspettato a Reval. Qui Fleming frequenta la vita sociale della città, legando in particolare con la famiglia del mercante Heinrich Niehus, e principalmente con le sue tre figlie, che paragona alle tre grazie. Fleming si invaghisce di Elsabe (celebrata poi in poesia con vari nomi tra cui Basilene, Salibene, Salvie). Nel febbraio del 1636 Fleming riparte per la spedizione e, nel 1637, riceve la notizia del fidanzamento di Elsabe con un altro uomo (Elsabe sposa il tutore Salomon Matthiae). Le avventurose peripezie in Russia e Persia riecheggiano in molteplici scritti del poeta.
Quando nel 1639 Paul rientra a Reval si fidanza con Anna, la sorella minore di Elsabe. Nello stesso anno si trasferisce a Leida dove conclude gli studi di medicina che nel gennaio del 1640 gli permettono di diventare dottore (la sua dissertazione è sulla lue venerea). Nel viaggio di ritorno a Reval, in gravi condizioni di salute, decide di fermarsi ad Amburgo, dove si spegne il 2 aprile.
Sarà l’amico Olearius a pubblicare nel 1641 la raccolta «Prodromus» e nel 1646 «Teütsche Poemata» (poemi tedeschi), opera poi ribattezzata «Geistliche und weltliche Gedichte». Nel 1649 sempre Olearius seleziona e diffonde anche le poesie latine di Fleming sotto il titolo «Nova epigrammata».

## Lineamenti della poesia di Fleming
Paul Fleming accoglie lo stile metrico definito da Opitz e gli stilemi del petrarchismo in voga in quegli anni, ma allo stesso tempo innesca un rinnovamento interno a quelle convenzioni, preso poi come modello da generazioni future. L’autore, che dimostra abilità sia con la musicalità delle odi sia con la solenne epicità degli alessandrini, oltrepassa i motivi stereotipati della poesia seicentesca e inserisce una spontaneità espressiva inedita. Il petrarchismo di maniera viene superato dal fresco vibrare del sentimento, a volte temperato comunque da un maggiore distacco razionale.
In effetti, alla burrascosa vitalità della sua esistenza, riscontrabile in poesia nel frequente utilizzo di forti contrasti, ispirati appunto anche da Petrarca e i petrarchisti, il poeta sembra contrapporre anzitutto una decisa fermezza di derivazione stoica, principio indispensabile per ottenere un alto grado di sopportazione alla fortuna avversa e ai dolori della vita. Questa tenace costanza, che porta al non uscire da sé, non va però confusa con l’allontanamento proposto da certi ordini religiosi che agognano una riduzione del moto partendo da un distacco dal mondo esterno. La stasi in Fleming è al contrario determinante per potenziare il movimento tra gli imprevedibili balzi degli opposti: egli intende sollecitare un raccoglimento interiore per superare l’instabilità e accettare ogni responso del destino. In certi passaggi del pensiero dell’autore rimane indivisibile la conquista del mondo esterno e la conquista di sé.
Il poeta sembra così oscillare tra due poli orientativi: l’inquietudine avventurosa e passionale da una parte e il controllo morale che include la pazienza stoica dall’altra. Il sensibile animo del letterato porta in sé violenti squarci chiaroscurali causati anche dal traumatico periodo storico della guerra dei trent’anni, che devasta la patria tedesca e indirettamente produce ulteriori lacerazioni in Fleming, costretto come molti suoi conterranei a emigrare all’estero e sentirsi un poeta esiliato. Nel poemetto «An Deutschland», senza data ma secondo lo studioso Lappenberg da collocare tra la fine di giugno e luglio del 1636, cioè mentre Fleming è in viaggio verso oriente, il poeta si confessa alla patria come un figlio incapace di dimenticare la madre, tuttavia aperto alla conoscenza del mondo. Per la verità, già nel 1631, quindi prima della partenza da Lipsia, il poeta compone l’epistola «Frau Germanien».
Uno dei sonetti più celebri di Fleming, «An Sich» (a se stesso), scritto probabilmente tra la partenza di Mosca per la Persia nel giugno del 1636, non solo evidenzia forse l’apice dello sforzo dell’autore per appartenere a sé, ma testimonia tra l’altro in modo evidente l’amore del poeta per le riflessioni filosofiche di Paracelso che si fondano sull’imprescindibile connessione tra microcosmo e macrocosmo, cioè sulla capacità della componente psicofisica dell’individuo singolo di riflettere l’intero universo. In questo senso, possono essere interpretati i versi «Schau alle Sachen an:/ dies alles ist in dir» (guarda tutte le cose,/ tutto ciò è anche in te).
L’interesse di Fleming per il medico e alchimista Paracelso permette del resto di ricordare la duplice formazione scientifica e artistica dell’autore, che probabilmente è da considerare determinante per la maturazione lirica del poeta.
Riguardo la poesia religiosa in Fleming, il rinomato germanista Ladislao Mittner ha commentato: «Della sincerità della sua lirica religiosa non abbiamo motivo di dubitare; resta il fatto che egli è il solo notevole poeta barocco che non abbia subito nessun evidente influsso mistico». Secondo altri studiosi, l’approccio razionale e lo sguardo meditativo rivolto alle azioni dell’uomo più che a Dio, rappresenterebbero una prova di una inusuale «religiosità laica» che inserirebbero l’autore nel solco della cosiddetta «rinascenza ansiosa».
L’ultimo sonetto della sua breve esistenza, è scritto consapevolmente pochi giorni prima di morire. Fleming valuta la fama e la fortuna del suo percorso terreno, ma più che affidarsi al regno dei cieli, pare concepire l’aldilà come la «buca nera della tomba»: la morte è affrontata con spirito stoico e, chiedendosi il motivo di tanto timore ad esalare l’ultimo respiro, Paul Fleming si congeda con l’ultimo criptico verso «An mir ist minder Nichts, das lebet, als mein Leben» (In me nulla che viva è meno della mia vita).  

## Opere
- Rubella seu Suaviorum Liber (1631)

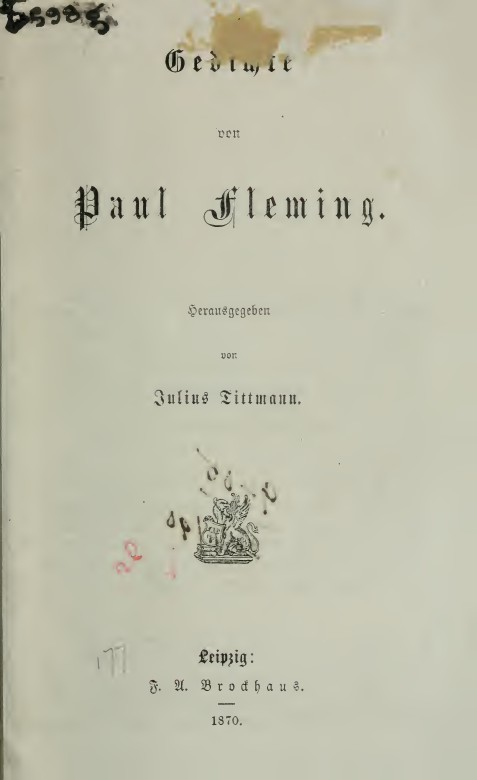
Gedichte (1870)

- Klagegedichte über das unschüldigste Leiden undt Tod unsers Erlösers Jesu Christi (1632)
- Prodromus (1641)
- Teutsche Poemata (1646)
- Nova epigrammata (1649)
  - Geistliche und weltliche Gedichte, ultimo titolo riveduto di Teutsche Poemata